# Ulrikedal

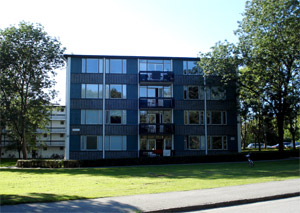
Ulrikedals studenthem i Lund, ritat av Hans Westman

Ulrikedal är ett studentbostadsområde i Lund. Det hyrs ut av AF Bostäder. Ulrikedal ligger i södra Lund. Det är ritat av Hans Westman och byggdes 1963. Sjuvåningshuset (A-huset) byggdes om 1980. Området är indelat i allt från korridorrum till 3:or, med en majoritet korridorrum. Totalt antal bostäder är 662. På området finns även en pizzeria. 